# Bukiriba
Bukiriba är ett vattendrag i Burundi.   Det ligger i provinsen Muyinga, i den norra delen av landet, 120 kilometer nordost om huvudstaden Bujumbura.
Omgivningarna runt Bukiriba är en mosaik av jordbruksmark och naturlig växtlighet. Runt Bukiriba är det tätbefolkat, med 343 invånare per kvadratkilometer.